# Hospitalfieber
Hospitalfieber (lateinisch Febris nosocomialis) oder auch Lazarettfieber ist eine historische Sammelbezeichnung für mehrere teilweise epidemisch in Hospitälern oder Lazaretten vorkommende Krankheiten wie Hospitalbrand, Pyämie, Rose und Flecktyphus. Der britische Mediziner und Naturforscher John Hunter sah 1785 als wichtigste Maßnahme zur Verhütung des Hospitalfiebers, wie es vor allem durch eine „Verpestung“ der Luft beim Aufenthalt vieler Personen in engen Zimmern entstehe, frische Luft und verlangte, statt Räucherungen vorzunehmen, durch Ventilation frische reine Luft in die Wohnungen und Spitäler zu schaffen.